# Chrotomys mindorensis
Chrotomys mindorensis és una espècie de mamífer rosegador de la família dels múrids. És endèmic de les Filipines, on viu a altituds d'entre 30 i 2.025 msnm. Els seus hàbitats naturals són els boscos primaris o secundaris i els camps de conreu adjacents. Està amenaçat per la desforestació, la depredació per gats i gossos i l'ús de rodenticides. El seu nom específic, mindorensis, significa ‘de Mindoro’ en llatí.